# Adolf Keilhack
Adolf Hermann Keilhack (* 19. April 1907 in Hamburg; † 12. Juli 1974 ebenda) war ein deutscher Politiker der SPD.
Nach der Volksschule begann Adolf Keilhack 1922 eine Ausbildung zum Zimmermann, die er 1925 abschloss. Ab 1927 war er hauptamtlicher Mitarbeiter der SPD Hamburg. 1933 wurde er aus politischen Gründen inhaftiert. Als er am 31. Juli 1933 aus der Haft entlassen wurde, war die SPD schon verboten. 1935 heiratete er die spätere Bundestagsabgeordnete Irma Keilhack geb. Schweder. 
Von 1945 bis 1953 war er wieder SPD-Mitarbeiter, ab 1954 Geschäftsführer einer Wohnungsbaugenossenschaft. Von 1960 bis 1965 war er hauptamtliches Vorstandsmitglied der Baugenossenschaft freier Gewerkschafter.
Er war Mitglied der Hamburgischen Bürgerschaft 1957–1961.